# Malwida von Meysenbug
Malwida von Meysenbug (Kassel, 28 de outubro de 1816 – Roma, 23 de abril de 1903) foi uma escritora alemã.